# Sterrenlopen (album)
Sterrenlopen is het achtste studioalbum van zangeres Wende Snijders. Het verscheen op 08-09-2023 onder het label Wende. Sterrenlopen is geschreven en gecomponeerd door Wende, in samenwerking met onder andere S10, Froukje, Jens van der Meij, Sim Fane en Koen van de Ward (Klangstof). Wende beschrijft haar zoektocht om naar zichzelf te kijken én naar anderen. Om tot de conclusie te komen, dat we samen veel verder komen dan alleen. Voor échte saamhorigheid is moed nodig. 
Het nummer "Dit is alles" is een Nederlandstalige herwerking van "Ask the Tree" dat in 2013 uitkwam op Wende's Last Resistance. 

## Nummers
| Nr. | Titel               | Schrijver(s) en producers | Duur |
| --- | ------------------- | --- | ---- |
| 1. | De zon komt op      | Wende: tekst, compositie, vocalen I Jens van der Meij: productie, MIDI Keys & Drum programming, ambient gitaar FX I Nicky Hustinx: drums I Nils Davidse: piano I Thijs Lodewijks:synthesizer, bass synthesizer I Koen van der Wardt: compositie, elektrische gitaar, akoestische gitaar, ambient gitaar FX | 2:24 |
| 2. | Dit is alles        | Wende: compositie, tekst, vocalen I Jens van der Meij: productie, MIDI Keys & Drum programming I Nicky Hustinx: drums I Thijs Lodewijks: synthesizer, bass synthesizer | 3:35 |
| 3. | Alles weggegeven    | Wende: compositie, tekst, vocalen I Jens van der Meij: productie, elektrische gitaar, MIDI Keys & Drum programming I Nicky Hustinx: drums I Thijs Lodewijk: compositie, bass synthesizer I Sam Lawalata: compositie I Sim Fane: productie                                                                  | 4:05 |
| 4. | Bloed in mijn bloed | Wende: compositie, tekst, vocalen I Maaike Martens: tekst I Jens van der Meij:productie, MIDI Keys & Drum programming I Thijs Lodewijk: synthesizer, bass synthesizer | 3:59 |
| 5. | Lege stoelen        | Wende: compositie, vocalen I Marjolijn van Heemstra: tekst I Jens van der Meij:productie, akoestische gitaar, MIDI Keys & Drum programming I Nicky Hustinx: drums I Nils Davidse:piano I Thijs Lodewijk: bass synthesizer I Sim Fane: productie                                                            | 4:05 |
| 6. | Troostzoekers       | Wende: compositie, vocalen, productie I Froukje Veenstra: vocalen I Lucas Rijneveld:tekst I Jens van der Meij: productie, vocalen, MIDI Keys & Drum programming I Nicky Hustinx: drums I Nils Davidse: piano I Thijs Lodewijk: synthesizer, bass synthesizer                                               | 3:32 |
| 7. | Laat mij het zijn   | Wende: compositie, vocalen I Michel van der Aa: compositie I Froukje Veenstra: compositie I Dimitri Verhulst: tekst I Jens van der Meij: productie, synthesizer, MIDI Keys & Drum programming I Thijs Lodewijk: productie                                                                                  | 2:58 |
| 8. | Loop naar het vuur  | Wende: tekst, compositie, vocalen I Stien den Hollander: tekst I Jens van der Meij: productie, synthesizer, MIDI Keys & Drum programming I Nils Davidse: piano I Sam Lawalata:compositie I Jan van Eerd: compositie I Sim Fane: productie                                                                  | 3:19 |
| 9. | Jij idiote dood     | Wende: compositie, vocalen, productie I Dimitri Verhulst: tekst I Jens van der Meij:productie, MIDI Keys & Drum programming I Nils Davidse: piano I Thijs Lodewijk: compositie I Maarten Vos: compositie I Jan van Eerd: productie, synthesizer                                                            | 3:12 |
| 10. | Hou me vast         | Wende: compositie, vocalen, productie I Dimitri Verhulst: tekst I Jens van der Meij:productie, MIDI Keys & Drum programming I Nils Davidse: piano I Thijs Lodewijk: synthesizer I Maarten Vos: productie                                                                                                   | 3:57 |
| 11. | Het is genoeg       | Wende: tekst, vocalen I Froukje Veenstra: compositie, productie I Jens van der Meij:productie, MIDI Keys & Drum programming I Nicky Hustinx: drums I Nils Davidse: piano | 2:53 |
| 12. | Sterrenlopen        | Wende: tekst, compositie, vocalen I Stien den Hollander: vocalen I Jens van der Meij:compositie, productie, synthesizer, MIDI Keys & Drum programming I Nicky Hustinx: drums I Thijs Lodewijk: compositie, productie, synthesizer & bass synthesizer I Jan van Eerd: compositie                            | 4:03 |
| 13. | Fenix               | Wende: tekst, compositie, vocalen, productie, piano | 4:21 |
| Alle nummers: Eelco Bakker: Mix I Jan van Eerd: Engineering I Eelco Bakker: engineering I Darius van Helfteren:mastering I met speciale dank aan Froukje Veenstra |                     | |      |

## Muzikanten
- Wende Snijders - piano, zang

- Koen van der Wardt - elektrische gitaar, akoestische gitaar, ambient gitaar F

- Jens van der Meij - MIDI Keys & Drum programming, ambient gitaar FX

- Thijs Lodewijk - basgitaar, synthesizer

- Nicky Hustinx - drums

- Nils Davidse - piano
- Jan van Eerd - synthesizer, vibrafoon

- MusicBrainz release group: cf703abd-8086-4c30-84a0-e49f23a87ed1